# Andrej Hiro
Andrej Uładzimirawicz Hiro (biał. Андрэй Уладзіміравіч Гіро; ros. Андрей Гиро; ur. 20 października 1967 w Mińsku, zm. 17 listopada 2015) – białoruski urzędnik państwowy i dyplomata, w latach 2009−2015 ambasador Republiki Białorusi w Niemczech.
W 1991 został absolwentem Wydziału Tłumaczeń na Żywo Państwowej Pedagogicznej Szkoły Wyższej Języków Obcych w Mińsku, specjalizując się w językach niemieckim i angielskim. W 2003 r. ukończył studia podyplomowe w Instytucie Służby Publicznej Akademii Zarządzania przy Prezydencie Republiki Białorusi (specjalność: polityka zagraniczna i dyplomacja).
W latach 1991–1993 zatrudniony w charakterze referenta w Białoruskim Towarzystwie Przyjaźni i Łączności Kulturalnej z Zagranicą. Od 1993 do 1996 roku pracował w Ministerstwie Spraw Zagranicznych jako II i I sekretarz, następnie był II i I sekretarzem Ambasady Republiki Białorusi w Szwajcarii. Od 9 lipca 1998 do 1999 roku był tymczasowym chargé d’affaires Białorusi w tym kraju.
W latach 1999–2001 zatrudniony jako konsultant w MSZ. W 2001 rozpoczął pracę w charakterze radcy w Ambasadzie Białorusi w Austrii, następnie był dyrektorem Wydziału Europy Zachodniej w MSZ (2005–2007) oraz szefem Departamentu Konsularnego MSZ (2007–2009).
W czerwcu 2009 został mianowany ambasadorem nadzwyczajnym i pełnomocnym Białorusi w Republice Federalnej Niemiec. Urząd objął we wrześniu 2009 roku. Zmarł nagle 17 listopada 2015 roku.